# Леус Віталій Миколайович
Віта́лій Микола́йович Леус (2 липня 1946, село Крутоярівка Прилуцького району, Чернігівська область — 26 грудня 2017, Чернігів) — український прозаїк, публіцист, журналіст, краєзнавець.

## Кар'єра
Народився в селянській родині.
Закінчив факультет журналістики Київського державного університету ім. Т. Г. Шевченка (1966—1972).
Пройшов трудовий шлях від рядового кореспондента районної газети — до головного редактора всеукраїнської.
1960—1965 — позаштатний і штатний кореспондент міськрайонної газети «Правда Прилуччини»
1966—1969 — у Срібнянській районній газеті «Ленінське слово»: літературний працівник, завідувач відділу листів, відповідальний секретар.
З 1969 року працює в Чернігові.
1969—1972 — літпрацівник обласної молодіжної газети «Комсомольський гарт».
1972—1990 — заступник відповідального секретаря обласної газети «Деснянська правда».
1990—1999 — відповідальний секретар, заступник редактора обласної газети «Чернігівський вісник».
1999—2004 — відповідальний секретар міської газети «Чернігівські відомості».
2004—2006 — головний редактор всеукраїнської газети для дітей «Ліхтарик» (Чернігів).

## Творчість
Першого дописа надрукував у 14 років в міськрайонній газеті «Правда Прилуччини».
Дописував до міськрайонної, обласних, республіканських і центральних газет. Був дитячим кореспондентом газети «Зірка».

### Журналіст
За сорок років журналістської діяльності видрукував близько 1500 статей, кореспонденцій, нарисів та інших матеріалів.
Друкувався в газетах та журналах: «Порт-Фоліо», «Новий Світ», «Перекрёсток Виннипег» (Канада), «Общеписательская „Литературная газета“», «Неделя», «Рабоче-крестьянский корреспондент» (Москва), «Літературна Україна», «Українська літературна газета», «Сільські вісті», «Радянська Україна», «Робітнича газета», «Друг читача», «Культура і життя», «Молодь України», «Патріот Батьківщини», «Молода гвардія», «Радянський спорт», «Спортивна газета», «Дніпро», «Бористен», «Літературний Чернігів», «Сіверянський літопис», «Радянська жінка», «Ятрань», «Барвінок», «Малятко», в багатьох провідних альманахах, колективних збірниках.
Твори розміщені на популярних порталах («Буквоїд», «Жінка-Українка»), звучали в передачах Українського радіо.
Теми журналістських публікацій — прості, рядові люди — творці земних благ, учасники Другої світової війни, які боролися з німецько-фашистськими загарбниками, історико-краєзнавчі нариси, матеріали з питань пропаганди української літератури та культури, висвітлення діяльності внутрішніх справ. Розробляв теми паранормальних явищ, автор численних дорожніх нарисів. Тривалий час очолював обласну секцію журналістів, які писали на теми туризму. Сам побував в одинадцяти республіках колишнього СРСР та в десяти державах Європи — Болгарії, Чехословаччині, Польщі, Румунії, Угорщині, Швеції, Данії, Фінляндії, Німеччині.

### Прозаїк, публіцист
Автор понад 50 книжок художньої прози та публіцистики — романів, повістей, оповідань, історико-краєзнавчих нарисів: «Час народжувати синів» (1989), «Вбивцю назве суд», «Вогонь запалюють від вогню» (1992), «Зцілю тебе словом» (1992), «Дегустація» (1993), «Дами запрошують кавалерів» (1993), «З мертвих воскрес» (1994), «Справа нумізмата» (1995), «Два снаряди в одне місце не лягають» (1998), «Вікно в травневий сад» (1998), «Візьму твій біль» (1999), «Суди його Бог» (2000), «Трезор» (2001), «Такі солодкі солоні вуста» (2002), «До пекла — по трупах» (2003), «Сину, сину, сину, ангел мій, або З матір'ю наодинці» (2003), «Прилітайте навесні, лелеченьки» (2004), «Смертельний візит» (2004), «Визначено з неба» (2004), «Шлях довжиною у 40 років» (2005), «Альфа і омега» (2005), «Фатальний будинок», «Черняхівськ не відповідає» (2005), «Сильніші за метал» (2005), «М'яч — на центрі» (2005), «Влучність і грація, швидкість і комбінація» (2006), «Подвиг, не підвладний часові» (2007), «Атакували з морських глибин» (2007), «Чернігів — погляд через століття» (2007), «Сонячні поверхи» (2008), «Соло для двох» (2010), «День високого сонця» (2011), «Твори, співзвучні часові» (2014), «Робимо все, крім космічних ракет» (2014), «Саша+Тамара=?» (2014), «Ковбасна революція» (2015), «Долі конем не об'їдеш» (2017), «Серцю не накажеш» (2018), «Чому замовкли солов'ї…» (2018), «Заговори до мене піснею» та інші.
Автор вибраних детективних творів у семи томах (2006—2016).
Упорядкував книжки: «Чернигов — город космический» (2007), «Зозуля закує до Благовіщення — влітку випаде сніг» (2008), «Зелені легені» Чернігова" (2016).
Представлений у підручнику «Українська мова» для учнів третього класу загальноосвітніх навчальних закладів (М. Д. Захарійчук, А. І. Мовчан. — К.: «Грамота», 2014), рекомендованому Міністерством освіти України.
Про творчість В. Леуса схвально відгукнулися письменники Григір Тютюнник, Володимир Дрозд, Сергій Дзюба, Микола Стеблина, Анатолій Григоренко, Василь Чухліб, Борис Наріжний, Станіслав Реп'ях, Михась Ткач, Валентина Мастєрова, Володимир Сапон та ін.

## Громадська діяльність
Член Національної спілки журналістів України (1974), Національної спілки письменників України (2003) та Національної спілки краєзнавців України (2010).
Академік Міжнародної літературно-мистецької Академії України та член МГО «Чернігівський інтелектуальний центр».
Член журі Чернігівських обласних конкурсів для дітей та молоді — літературного і журналістського.

## Відзнаки
Лауреат міжнародних та всеукраїнських премій і конкурсів: імені Миколи Гоголя «Тріумф» (2004), Ярослава Мудрого (2007), Михайла Коцюбинського (2008), Григорія Сковороди «Сад божественних пісень» (2008), Леоніда Глібова (2011), Пантелеймона Куліша (2013), Міжнародного літературного конкурсу імені де Рішельє (Україна — Німеччина, найвища відзнака — «Діамантовий Дюк», 2017), посмертно: у 2018 році — лауреат міжнародних літературних премій «Світ Пограниччя» (Україна), імені Веніаміна Блаженного (Білорусь) та Генріха Бьолля (Німеччина); в 2019 році його нагороджено Почесною міжнародною медаллю імені Лесі Українки (Україна-Німеччина); а в 2020 році відзначено Міжнародною літературною премією імені Михайла Булгакова (Україна-Німеччина).
Багаторазовий переможець Чернігівського обласного конкурсу «Краща книга року» (2002, 2004, 2006, 2007, 2008, 2010, 2011).
Всеукраїнську дитячу газету «Ліхтарик» під редакцією Віталія Леуса відзначено Дипломом на міжнародній виставці «Інтерпрес» — Українська преса. Верховний отаман Київський та всієї України, генерал козацтва Дмитро Сагайдак нагородив газету «Ліхтарик» орденом «Козацька слава» ІІІ ступеня (2004).
Переможець Чернігівського обласного фестивалю журналістів «Золотий передзвін Придесення» (2004).
Почесні грамоти президії Українського республіканського комітету профспілок працівників культури (1983), Чернігівської обласної державної адміністрації (2004), Національної спілки журналістів України (2006), Чернігівської обласної ради (2006), Чернігівської міської ради (2006).
Нагороджений медаллю Івана Мазепи (2016). Відзначений міжнародною медаллю Олександра Довженка (2017).